# Olga
Olga – imię żeńskie, wschodniosłowiański odpowiednik imienia Helga, pochodzenia skandynawskiego, które wywodzi się od starogermańskiego hails (por. niem. heil, heilig – zdrowy, szczęśliwy). Na Rusi Kijowskiej stanowi ślad obecności wikińskiej.
Imię Olga pojawiło się w polskich dokumentach średniowiecznych w formach: Olga, Holga, Alga. Odpowiednikiem męskim jest imię Oleg.
Imię dość częste u Słowian wschodnich i odbierane jako typowo „wschodnie”. W Polsce zyskuje na popularności od lat 80. i 90. XX wieku. W 1994 roku imię Olga nosiło 41035 osób, a w 2001 roku – 49252 osoby. W styczniu 2024 r. w rejestrze PESEL, wśród publicznie dostępnych danych dotyczących osób żyjących, wykazano 61187 kobiet o imieniu Olga nadanym jako imię pierwsze oraz 16093 kobiety noszące imię Olga jako imię drugie. Dla porównania, najczęściej nadane jako żeńskie imię pierwsze – Anna, nosi 1 072 616 osób.
Olga imieniny obchodzi: 11 lipca.

## Kobiety o imieniu Olga
- Olga Kijowska – władczyni
- Olga Barabanszczykowa – białoruska tenisistka
- Olha Basarab – ukraińska działaczka niepodległościowa
- Olga Bergholc – rosyjska poetka
- Olga Bołądź – polska aktorka
- Olga Bończyk – polska aktorka
- Olga Borys – polska aktorka
- Olga Boznańska – polska malarka
- Olga Brózda – polska tenisistka
- Olga Cygan – polska szpadzistka
- Olga Drahonowska-Małkowska – twórczyni polskiego skautingu
- Olga Fatkulina – rosyjska panczenistka, medalistka olimpijska (Soczi 2014)
- Olga Galczenko – rosyjska żonglerka
- Olga Graf – rosyjska panczenistka, medalistka olimpijska (Soczi 2014)
- Olga Hepnarová – czeska przestępczyni
- Olga Jackowska (właściwie: Kora Jackowska) – wokalistka zespołu Maanam
- Olga Kalicka – polska aktorka
- Olga Kapeliuk – polska profesor mieszkająca w Izraelu
- Olga Kijowska – księżna kijowska, święta katolicka i prawosławna
- Olga Knipper – rosyjska aktorka teatralna
- Olga Krzyżanowska – polska polityk
- Olga Kurylenko – aktorka ukraińskiego pochodzenia
- Olga Lipińska – polska artystka
- Olga Martusiewicz-Maresch – polska pianistka
- Olga Miedwiedcewa – rosyjska biathlonistka
- Olga Morozowa – tenisistka rosyjska
- Olga Pasiecznik – śpiewaczka ukraińska
- Olga Rudnicka –– polska pisarka
- Olga Szomańska – polska piosenkarka
- Olga Nikołajewna Romanowa – jedna z córek cara Mikołaja II Romanowa
- Olga Rubcowa – radziecka szachistka
- Olga Tañón – portorykańska piosenkarka
- Olga Tokarczuk – polska pisarka
- Olga Wiłuchina – rosyjska biathlonistka
- Olga Zajcewa – rosyjska biathlonistka
- Olga Zwierzyna-Hora – działaczka społeczna.